# Pol geomagnètic

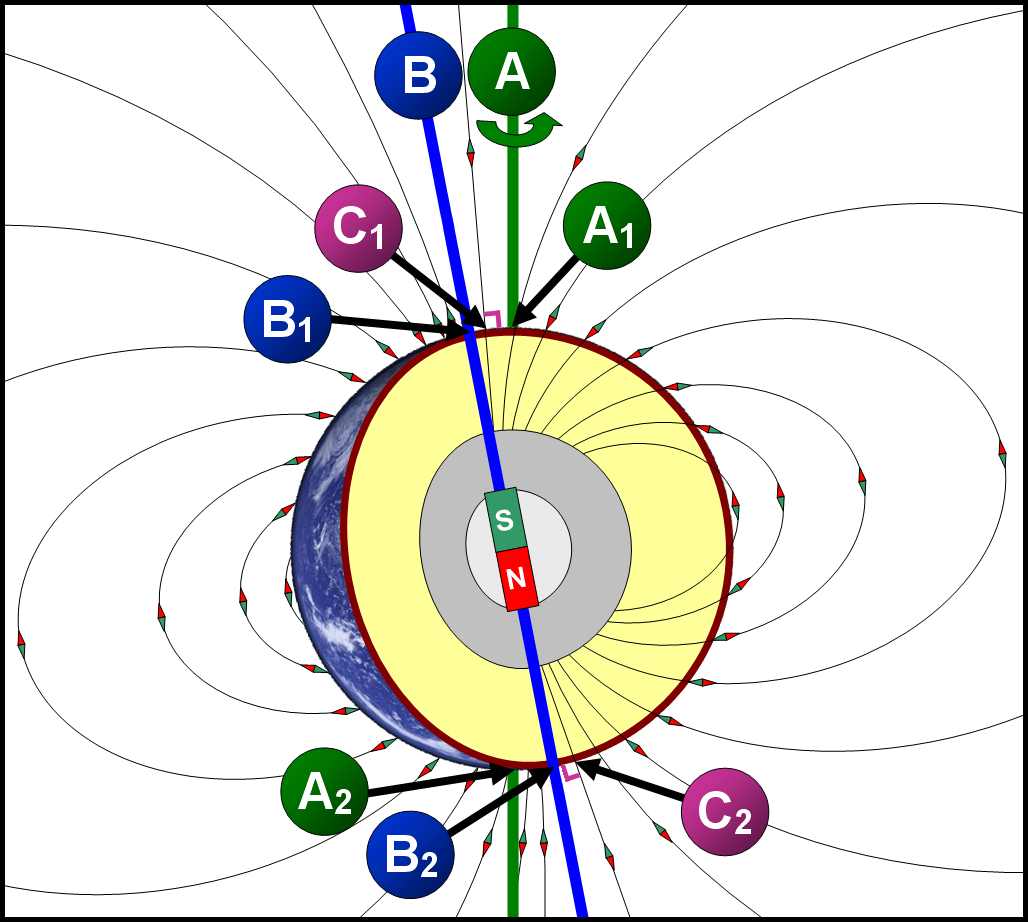

Els pols geomagnètics són punts antipodals (oposats) on l'eix talla la superfície de la Terra. Aquest dipol teòric, equival a un potent imant de barres al centre de la Terra i s’acosta més que qualsevol altre model a la descripció del camp magnètic observat a la superfície terrestre. En canvi, els pols magnètics de la Terra actual no són antipodals, és a dir, la línia sobre la qual es troben no passa pel centre de la Terra.
A causa del moviment del fluid al nucli exterior de la Terra, els pols magnètics reals es mouen constantment. No obstant això, al llarg de milers d’anys, la seva direcció és mitjana a l'eix de rotació de la Terra. Un cop cada mig milió d'anys, els pols s'inverteixen (és a dir, el nord canvia de lloc amb el sud).
La Terra té un camp geomagnètic amb un pol S (N) en referència a un pol N (S). Per tant, una brúixola apunta cap al nord. La direcció de la bruixola és lleugerament diferent del nord veritable i les dues direccions formen l'angle anomenat "declinació". Es defineixen dos parells de pols per al camp geomagnètic: els pols geomagnètics i els pols magnètics.
El nord magnètic no es correspon a cap d'aquests dos pols, ja que el camp geomagnètic és força més complex en la seva forma que el camp magnètic que genera un imant de barres. A més a més, una agulla magnètica que resta suspesa en un centre d’equilibri, no es manté mai horitzontal. Generalment, el pol N cau més avall formant un angle anomenat "inclinació" a l'hemisferi nord.

Imatge: Localització dels pols nord geogràfic, magnètic i geomagnètic (2017)

El camp magnètic de la Terra és la suma dels camps magnètics generats per diverses fonts magnètiques. Aquests camps es sobreposen els uns als altres i interactuen a través de la inducció. Els més importants són:
- Camp magnètic principal de la Terra generat al nucli extern.
- Camp magnètic generat a l'escorça terrestre i al mantell superior.
- Camp de pertorbació combinat dels corrents elèctrics que flueixen a l'atmosfera superior i a la magnetosfera, que indueixen corrents elèctrics en mar i en terra.[1]

## Observació
El camp magnètic terrestre es produeix per l'existència de la capa que envolta el nucli intern de la Terra. Aquesta capa, rica en ferro i níquel, constitueix el nucli extern i actua, respecte del nucli, com una dinamo que produeix el camp magnètic.